# Rodzone (gmina Lubawa)
Rodzone – wieś w Polsce położona w województwie warmińsko-mazurskim, w powiecie iławskim, w gminie Lubawa.
W okresie międzywojennym w miejscowości stacjonowała placówka 13 batalionu celnego, następnie placówka Straży Celnej „Rodzone” a potem placówka Straży Granicznej I linii „Rodzone”.
W latach 1975–1998 miejscowość należała administracyjnie do województwa olsztyńskiego. 